# زبان سامی پیته
سامی پیته یا سامی آریپلوگ (bidumsámegiella، نروژی: pitesamisk، سوئدی: pitesamiska) زبانی سامی است که در سوئد و نروژ گفتگو می‌شود. پیته با داشتن ۲۵ تا ۵۰ گویشور بومی یک زبان درخطر است. گویشوران بازمانده بومی این زبان امروزه فقط در کرانه سوئدی رود پیته در شمال آریپلوگ و آرویدسیور و در مناطق کوهستانی شهرداری آریپلوگ می‌زیند.

## الفبا
| a | á | b | d | e | f | g | h | i | j | k | l | m | n | ŋ | o | p | r | s | t | u | v | å | ä |